# Pacte historique
Le Pacte historique (en espagnol : Pacto Histórico) est une coalition électorale de plusieurs partis politiques de gauche lancée officiellement le 11 février 2021. Elle arrive deuxième force pour les membres de la Chambre des représentants et première au Sénat lors des élections législatives colombiennes de 2022. Son candidat à l'élection présidentielle est Gustavo Petro, il est élu au second tour.

## Historique

### Création
Le 11 février 2021, la coalition du Pacte historique a été officiellement présentée lors d'une conférence de presse. Elle a été formée en vue des élections législatives et présidentielles de 2022.
Parmi les dirigeants les plus connus qui composent la coalition figurent : Gustavo Petro, Roy Barreras (es), Gustavo Bolívar (es), Alexander López Maya (es), Aída Avella, Iván Cepeda, María José Pizarro et Francia Márquez. L'objectif de présenter une liste obtenant une majorité au Congrès et une candidature élue à la présidence de la République, Roy Barreras (es) a été l'un des coordonnateurs de la création de la liste fermée qui a obtenu le plus grand nombre de suffrages aux législatives de 2022.

### Primaire interne
En mars 2021, la coalition a proposé de tenir une consultation populaire pour définir un candidat unique aux élections présidentielles de mai 2022. Gustavo Petro a propose que le candidat arrivé deuxième soit investi pour la vice-présidence, bien que cela n'ait pas été formellement convenu.
Les candidats qui ont participé étaient le sénateur Gustavo Petro, la militante écologiste et issue des communautés afro-colombienne Francia Márquez,, Arelis Uriana (es), chef indigène de la communauté Wayuu, et le chef protestant Alfredo Saade Vergel et Camilo Romero (es), ancien gouverneur de Nariño.
La primaire interne s'est tenue le 13 mars 2022, comme celles des coalitions Centro Esperanza et Equipo por Colombia. Le Pacte historique étant celle avec le plus de votes. Les résultats ont donné Gustavo Petro vainqueur avec 80,50% des voix et Francia Márquez à la deuxième place avec 14,05% des voix. Le 23 mars 2022, le duo pour l'élection présidentielle a été annoncé.

### Résultats
| Candidats     | Candidats     | Candidats          | Coalition                                     | Voix      | %     |
| ------------- | ------------- | ------------------ | --------------------------------------------- | --------- | ----- |
|               |               | Gustavo Petro      | Colombia Humana Union patriotique             | 4 495 831 | 80.50 |
|               |               | Francia Márquez    | Pôle démocratique alternatif Soy Porque Somos | 785 215   | 14.05 |
|               |               | Camilo Romero (es) | Verts pour le Changement (UP-ADA)             | 227 218   | 4.06  |
|               |               | Arelis Uriana (es) | Mouvement alternatif indigène et social       | 54 770    | 0.98  |
|               |               | Alfredo Saade      | Alliance démocratique ample                   | 21 724    | 0.38  |
|               |               |                    |                                               |           |       |
| Votes valides | Votes valides | Votes valides      | Votes valides                                 | 5 584 758 | 95.98 |
| Votes blancs  | Votes blancs  | Votes blancs       | Votes blancs                                  | 122 479   | 2,10  |
| Votes nuls    | Votes nuls    | Votes nuls         | Votes nuls                                    | 111 138   | 1,91  |
| Total         | Total         | Total              | Total                                         | 5 818 375 | 100   |

## Composition
Lancé par Colombia Humana, l'Union patriotique et le Parti communiste colombien, il s'est depuis largement élargi et comprend les partis et mouvements politiques suivants :
| Parti                 | Parti             | Parti                                               | Abv.              | Idéologie                                                                        | Position                         | Dirigeant(s)                 |
| Partis politiques     | Partis politiques | Partis politiques                                   | Partis politiques | Partis politiques                                                                | Partis politiques                | Partis politiques            |
| --------------------- | ----------------- | --------------------------------------------------- | ----------------- | -------------------------------------------------------------------------------- | -------------------------------- | ---------------------------- |
|                       |                   | Colombia Humana                                     | CH                | Social-démocratie Progressisme Écologisme Pacifisme                              | Centre gauche à gauche           | Gustavo Petro                |
|                       |                   | Union patriotique                                   | UP                | Socialisme démocratique Marxisme Pacifisme Progressisme Écologie politique       | Gauche                           | Aída Avella                  |
|                       |                   | Pôle démocratique alternatif                        | POLO              | Social-démocratie Socialisme démocratique Progressisme                           | Centre gauche à gauche           | Alexander López Maya (es)    |
|                       |                   | Parti communiste colombien                          | PCC               | Communisme Marxisme-léninisme Bolivarisme                                        | Gauche radicale                  | Jaime Caycedo (es)           |
|                       |                   | Communs                                             | COM               | Marxisme-léninisme Communisme Bolivarisme                                        | Gauche à gauche radicale         | Rodrigo Londoño Echeverri    |
|                       |                   | Mouvement alternatif indigène et social             | MAIS              | Indigénisme Agrarisme Progressisme                                               | Centre gauche à gauche           | Martha Peralta Epieyú        |
|                       |                   | Autorités indigène de Colombie (es)                 | AICO              | Indigénisme Progressisme                                                         | Centre gauche à gauche           | Laudelino Bernier            |
|                       |                   | Indépendants (es)                                   | Indép             | Social-démocratie Progressisme                                                   | Centre gauche à gauche           | Daniel Quintero              |
|                       |                   | Force citoyenne                                     | FC                | Social-démocratie Écologie politique Progressisme Fédéralisme                    | Centre gauche                    | Carlos Caicedo               |
|                       |                   | Todos somos Colombia                                | TSC               | Social-démocratie Nationalisme de gauche Progressisme Pacifisme                  | Centre gauche à gauche           | Clara López                  |
|                       |                   | Espoir démocratique                                 | ED                | Socialisme Social-démocratie Écosocialisme Progressisme                          | Gauche                           | Luis Carlos Avellaneda (es), |
|                       |                   | La Fuerza de la Paz                                 | LFP               | Libéralisme politique Santisme Progressisme Pacifisme                            | Centre à centre gauche           | Roy Barreras (es)            |
|                       |                   | Alliance démocratique ample                         | ADA               | Progressisme Écologie politique Intérêts afro-colombiens                         | Attrape-tout                     | Paulino Riascos              |
|                       |                   | Parti travailliste de Colombie (es)                 | PTC               | Marxisme Anti-impérialisme Nouvelle démocratie Pensée de Francisco Mosquera (es) | Gauche radicale à extrême gauche | Yezid García Abello (es)     |
| Mouvements politiques |                   |                                                     |                   |                                                                                  |                                  |                              |
|                       |                   | Soy Porque Somos                                    | SPS               | Féminisme Progressisme Écologisme Antiracisme                                    | Gauche                           | Francia Márquez              |
|                       |                   | Pouvoir citoyen (es)                                | PC                | Socialisme du XXIe siècle Socialisme démocratique Marxisme                       | Gauche radicale à Gauche         | Piedad Córdoba               |
|                       |                   | Congrès des peuples (es)                            | CP                | Progressisme Pacifisme Indigénisme Féminisme Nationalisme de gauche              | Centre gauche à gauche           | Direction collective         |
|                       |                   | Mouvement pour la défense des droits du peuple (es) | Modep             | Socialisme démocratique Bolivarisme Démocratie populaire                         | Gauche radicale à Gauche         | Direction collective         |
|                       |                   | Mouvement pour l'Eau et la Vie                      | MEV               | Écosocialisme Écologie politique Féminisme                                       | Centre gauche à gauche           | Isabel Zuleta                |

### Soutien extérieur à la coalition
Lors de l'élection présidentielle de 2022, le duo présidentiel de la coalition a reçu le soutien extérieur des organisations et partis politiques suivants : Fédération colombienne des travailleurs de l'Éducation (es), Force citoyenne, Movimiento Estamos Listas (es), Parti socialiste des travailleurs (es), le Nouveau Mouvement populaire, Gente En Movimiento, et des militants du Parti libéral.

## Parlementaires

### Sénateurs
Les représentants par partis :  Pôle démocratique alternatif (7), Colombia Humana (5),
 Union pratiotique (2),  MAIS (2),  Alliance démocratique ample (1), La Fuerza de la Paz (1),  Pouvoir citoyen (es) (1), Todos somos Colombia (1), Mouvement pour l'Eau et la Vie (1)
| Nom | Nom                            | Parti | Parti                                             |
| --- | ------------------------------ | ----- | ------------------------------------------------- |
|     | Maria José Pizarro (es)        |       | Colombia Humana (MAIS)                            |
|     | Alexander López Maya (es)      |       | Pôle démocratique alternatif                      |
|     | Aída Avella                    |       | Union patriotique (Parti communiste colombien)    |
|     | Roy Barreras (es)              |       | La Fuerza de la Paz (Alliance démocratique ample) |
|     | Martha Peralta Epieyú          |       | Mouvement alternatif indigène et social           |
|     | Iván Cepeda                    |       | Pôle démocratique alternatif                      |
|     | Piedad Córdoba                 |       | Pouvoir citoyen (es) (Union patriotique)          |
|     | Pedro Hernando Flórez Porras   |       | Pôle démocratique alternatif                      |
|     | Isabel Zuleta                  |       | Mouvement pour l'Eau et la Vie (Colombia Humana)  |
|     | Alex Xavier Flórez Hernandez   |       | Colombia Humana                                   |
|     | Clara López                    |       | Todos somos Colombia (Union patriotique)          |
|     | Robert Daza Guevara            |       | Pôle démocratique alternatif                      |
|     | Yuly Esmeralda Hernández Silva |       | Colombia Humana                                   |
|     | Wilson Arias (es)              |       | Pôle démocratique alternatif                      |
|     | Gloria Flórez                  |       | Colombia Humana                                   |
|     | Sandra Yaneth Jaimes Cruz      |       | Pôle démocratique alternatif                      |
|     | Paulino Riascos Riascos        |       | Alliance démocratique ample                       |
|     | Jahel Quiroga                  |       | Union patriotique                                 |
|     | Alberto Benavides Mora         |       | Pôle démocratique alternatif                      |
|     | Catalina Pérez                 |       | Colombia Humana (Pôle démocratique alternatif)    |
|     | Julio César Estrada            |       | Mouvement alternatif indigène et social           |

### Représentants
Les représentants par partis : Colombia Humana (12),  Pôle démocratique alternatif (10),
 MAIS (2),  Union pratiotique (1), Soy Porque Somos (1), Fuerza de la Paz (1), Indépendants (es)  (1)
| Nom | Nom                                | Parti | Parti                                   | Circonscription                   |
| --- | ---------------------------------- | ----- | --------------------------------------- | --------------------------------- |
|     | Alejandro Toro                     |       | Indépendants (es)                       | Antioquia                         |
|     | Susana Gómez Castaño (es)          |       | Colombia Humana                         | Antioquia                         |
|     | Luz María Múnera Medina (es)       |       | Pôle démocratique alternatif            | Antioquia                         |
|     | Agmeth Escaf                       |       | Colombia Humana                         | Atlántico                         |
|     | David Racero                       |       | Colombia Humana                         | Bogota                            |
|     | Mafe Carrascal Rojas               |       | Colombia Humana                         | Bogota                            |
|     | Gabriel Becerra                    |       | Union patriotique                       | Bogota                            |
|     | Etna Támara Argote Calderón        |       | Pôle démocratique alternatif            | Bogota                            |
|     | Alirio Uribe Muñoz (es)            |       | Pôle démocratique alternatif            | Bogota                            |
|     | Maria Del Mar Pizarro Garcia       |       | Colombia Humana                         | Bogota                            |
|     | Heraclito Landinez Suárez          |       | Mouvement alternatif indigène et social | Bogota                            |
|     | Dorina Hernández Palomino (es)     |       | Soy Porque Somos                        | Bolívar                           |
|     | Pedro José Súarez Vacca            |       | Colombia Humana                         | Boyacá                            |
|     | Jorge Bastidas Rosero              |       | Colombia Humana                         | Cauca                             |
|     | Ermes Pete Vivas                   |       | Mouvement alternatif indigène et social | Cauca                             |
|     | Eduard Sarmiento Hidalgo           |       | Pôle démocratique alternatif            | Cundinamarca                      |
|     | Alexandra Vásquez Ochoa            |       | Colombia Humana                         | Cundinamarca                      |
|     | Carmen Ramírez Boscán              |       | Colombia Humana                         | Étranger                          |
|     | Leyla Rincón Trujillo              |       | Pôle démocratique alternatif            | Huila                             |
|     | Gabriel Ernesto Parrado Durán      |       | Pôle démocratique alternatif            | Meta                              |
|     | Erick Adrián Velasco Burbano       |       | Pôle démocratique alternatif            | Nariño                            |
|     | Jorge Andrés Cancimance López (es) |       | Colombia Humana                         | Putumayo                          |
|     | Mary Anne Perdomo                  |       | Colombia Humana                         | Santander                         |
|     | José Alberto Tejada (es)           |       | Colombia Humana                         | Valle del Cauca                   |
|     | Gloria Elena Arizabaleta Corral    |       | La Fuerza de la Paz                     | Valle del Cauca                   |
|     | Cristóbal Caicedo Angulo           |       | Pôle démocratique alternatif            | Valle del Cauca                   |
|     | Jorge Alejandro Ocampo             |       | Pôle démocratique alternatif            | Valle del Cauca                   |
|     | Alfredo Mondragón Garzón           |       | Pôle démocratique alternatif            | Valle del Cauca                   |
|     | Norman David Bañol Álvarez         |       | Mouvement alternatif indigène et social | Circonscription spéciale indigène |